# Vénda de ses Salines

Véndes administratives de Formentera

La vénda de ses Salines és una vénda administrativa situada a l'extrem septentrional de l'illa de Formentera. Amb una àrea de 296ha té el 95% del seu perímetre rodejat d'aigua, ja siga de la mar, ja siga per l'estany des Flamencs. Aquesta vénda està integrada en tota la seua totalitat dins del Parc Natural de ses Salines.

## Territori

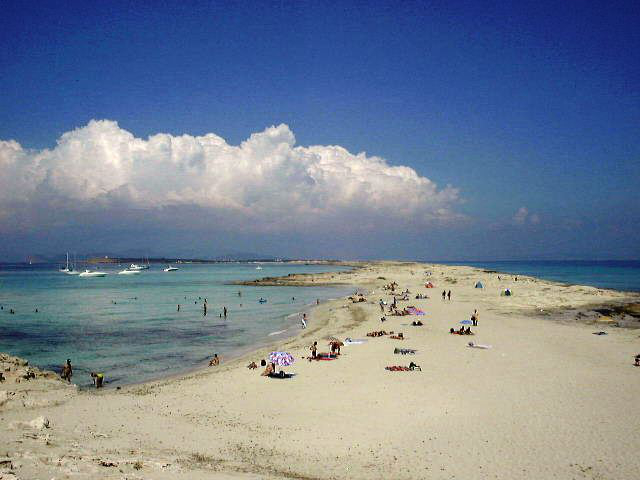
punta des Trucadors

Amb els seus 2.926.078m² rodejats quasi en la seua totalitat per aigua, la vénda presenta un perímetre de costa baixa arenosa amb alguna excepció on hi ha costa baixa rocallosa. L'únic punt on s'eleva l'orografia és a s'Espalmador, al tall-serrat situat a la banda oest de l'illa arribant a una alçada de fins a 18m. Les altres elevacions més significatives de la zona són sa Torreta (13m), el pujol d'en Garrigó (10) i ja a l'illa de Formentera el pujol de n'Adolf (11m), el pujol des Palo (10m) i el pujol des Muntanyar (9m).
Els indrets que aquesta vénda engloba són la punta des Trucadors, les platges de ses Illetes amb el racó de ses Xalanes i el racó de ses Ampolles, platja de Llevant i la platja des Cavall d'en Borràs a banda de les platges de s'Espalmador com són la platja de sa Torreta, la platja de Llevant i la platja de s'Alga.
Els límits territorials (el 5% restant del perímetre vendatari) són dos. El primer és el que limita amb la vénda es Molí - s'Estany i ho fa a l'alçada de la carretera de sa Roqueta, que és la que secciona el territori en aquestes dues véndes. L'altra secció és la que limita amb la vénda des Brolls i aquest tall es produeix a la séquia coneguda com sa Séquia [sə 'se.ki].
La documentació oficial no especifica si s'Espalmador pertany o no també a aquesta vénda tot i que tot dona a suposar que sí, ja que la raó de l'existència de les véndes és la d'agrupar les cases disseminades per tota l'illa alhora que atorga una distribució del territori més precisa. L'existència d'una mitja dotzena d'habitatges a l'illa de s'Espalmador és raó suficient per pensar que aquesta illa, en no tenir parròquia pròpia, forma part de la vénda.

## Història
Respecte a la història de l'edat antiga i l'Edat Medieval poc se'n sap d'aquesta zona. A l'illa de s'Espalmador hi ha restes púniques dels segles iii i I aC i les restes ceràmiques i les restes que demostren que en aquells segles s'hi treballà el metall a l'illa són notables.

### Baixa Edat Mitjana
Pel que fa a l'edat mitjana, l'historiador eivissenc i arxiver de l'Arxiu del Bisbat d'Eivissa, el mossènyer don. Francesc X. Torres Peters donà notícia d'un establiment de l'any 1282 a la zona nord de l'illa de s'Espalmador coneguda com sa Torreta. Aquest fet reforça la idea de s'Espalmador no com a illot sinó com a illa habitada i conjunta a Formentera. A més a més, es conserven les restes d'un atracador que data aproximadament entre els segles XIII - XV. És en aquesta època de la Baixa Edat Mitjana que es considera la datació de les restes de diverses torres que feien el paper de talaies a la zona coneguda com sa Torreta. La documentació més antiga que es té d'aquest fet és una carta nàutica del segle xiv, concretament de l'any 1324 que cita les mars de la torreta. Tot això indica una activitat humana contínua a aquella zona de la vénda de ses Salines.

### Història Moderna
Els segles xv, xvi i xvii foren testimonis de l'expansió de la pirateria turca i barbaresca arreu del Mediterrani. En haver quedat Formentera mancada d'una població estable a mitjan segle xiv a causa de la pirateria i la pesta bubònica es convertí en un refugi i cau per a les naus que venien a saquejar Eivissa, lesilles Balears i la costa peninsular.

#### Labatalla de Portuondo
Així, durant aquests segles la vénda de ses Salines va ser l'escenari de diversos episodis relacionats amb la lluita contra la pirateria. La batalla més destacable és la batalla de Portuondo en aigües de s'Espalmador el 25 d'octubre de 1529. El general de l'Armada d'origen biscaí Rodrigo de Portuondo després de salpar de Barcelona amb vuit galeres, una fusta i un bergantí dirigint-se a València per embarcar tropes a les naus, topà amb una flota d'onze naus comandades per Drub El Diable, home de confiança de Barba-roja. La batalla transcorregué amb una clara victòria musulmana després que fossin capturades sis de les vuit galeres, una fos cremada i la restant fos l'única que aconseguís escapar i refugiar-se al port de Vila. En aquesta batalla el comandant Portuondo va ser executat i el seu fill capturat. Segons Gordillo en aquesta batalla els espanyols patiren centenars de baixes davant les escasses vint baixes del bàndol musulmà. I és que tot i l'esquadra de Portuondo estar més ben artillada, l'esqudarda de Drub era més àgil i lleugera. S'aconseguiren rescatar vora de 200 supervivents que es refugiaren, nedant, a la costa de Formentera. Aquesta desfeta suposà la desaparició temporal de la flota mediterrània deixant la costa illenca i peninsular temporalment desprotegida.

### Història Contemporània
Ja al segle xviii al tall-serrat de sa Guardiola a s'Espalmador s'hi edificà la torre de sa Guardiola. Una torre de planta circular i preparada per poder ser artillada. Aquesta torre tenia la missió de substituir l'antiga torreta que servia de talaia a la zona de sa Torreta. Ja dins terres formentereres, devora les Salines s'edificà també al segle xviii un temple que estava ideat per servir de referent espiritual al poble de sant Ferran de ses Roques que tot just començava a definir-se. Aquest temple és conegut com s'Església Vella i estava dedicat a sant Josep.
Ja al segle xix, encara que escàs, es definia un poblament estable a la vénda. Amb l'edificació del far a l'illa d'en Pou al nord de s'Espalmador, fet que implicava que hi visqués el faroner juntament amb la seua família i el creixement de les Salines que portava que alguns eivissencs baixassin a treballar i a viure per la rodalia definiren ja un primer assentament estable. Al centre de l'illa de s'Espalmador hi ha can Vidal o can Mayans de s'Espalmador, que és un casament tradicional que es troba resguardada a prop de s'Estanyol.
La construcció del far de l'illa d'en Pou i la del molí des Carregador a prop de les salines d'en Marroig entre Illetes i la platja des Cavall d'en Borràs definiren el paisatge de la vénda fins a l'arribada del turisme a la segona meitat del segle xx. Amb l'arribada de turistes s'edificaren nous establiments: alguns hotels, restaurants, alguna segona residència de turistes i les instal·lacions de Salinera Española en deixar de funcionar les salines es reconvertiren en establiments turístics.

#### Explotació salinera

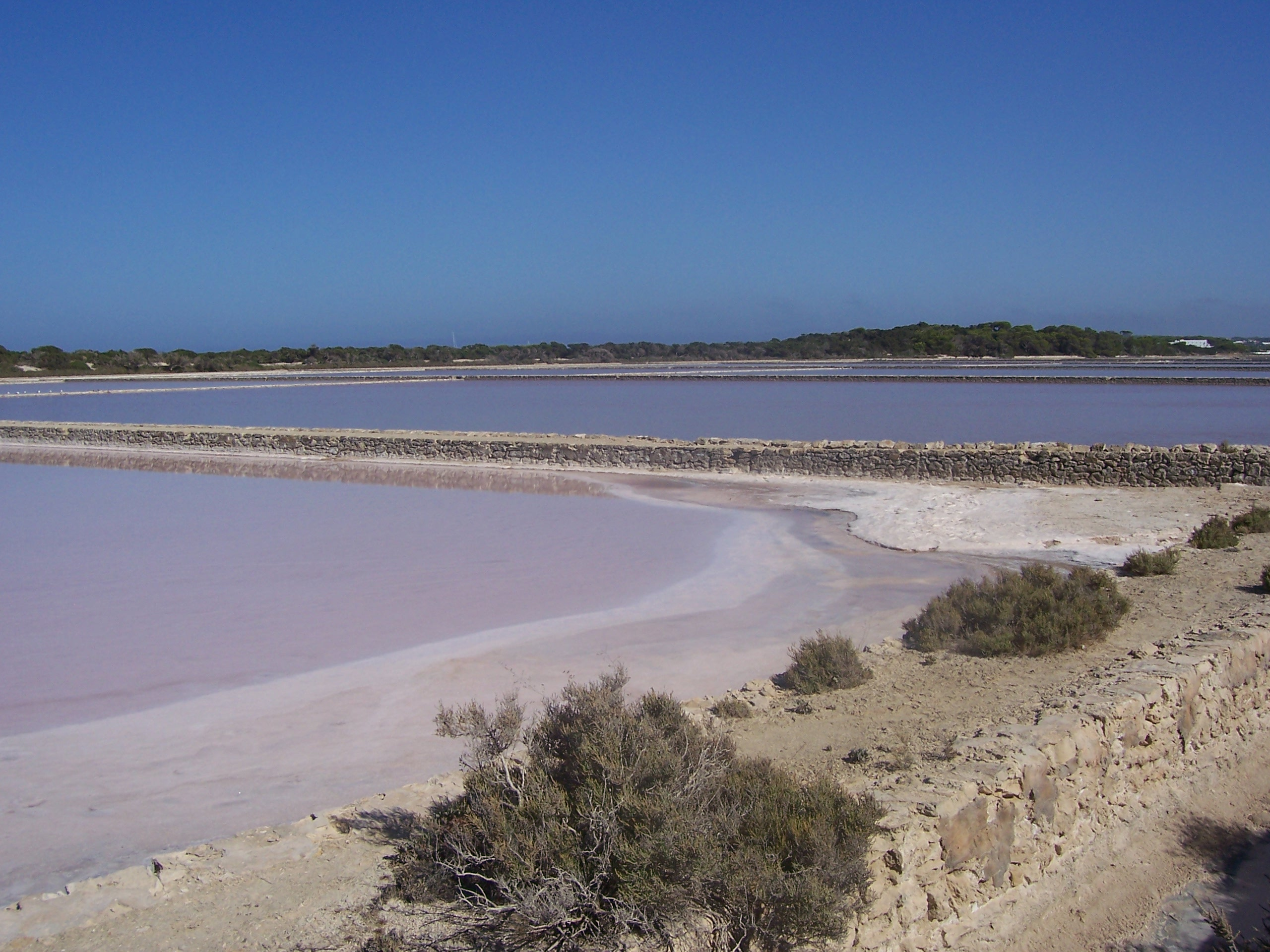
Salines de Formentera

L'explotació salinera de Formentera era conjunta amb l'explotació de les salines d'Eivissa. Aquesta indústria històrica està situada al vessant nord de l'estany des Flamencs. És una indústria que probablement ja era explotada en l'antiguitat. La primera referència documental a aquestes és una mica anterior a l'any 1235, any de la conquesta catalana de les Pitiüses quan es feren les previsions de repartiment de les illes. Així, fins a la creació de la Universitat d'Eivissa, màxima institució governamental durant la Corona d'Aragó, fins als Decrets de Nova Planta de l'any 1715 la població tenia dret a extreure sal de les salines però no dret a vendre-la sense llicència. Segons l'Arxiduc Lluís Salvador, el 1871 les salines foren venudes per l'Estat espanyol a una empresa privada i el 1885 tot feia preveure que les salines desapareixerien, però l'Estat es decidí a revendre-les passant l'explotació a una companyia privada.
A més dels estanys, les salines tenen dues cases, sa Revista i es Carregador de la sal, i unes cent quaranta-quatre hectàrees de bosc i arenals. La part més important, anomenada ses Salines, d'unes vint-i-quatre hectàrees fou venuda a Joan Baptista Muntaner (1871) i ell la va vendre dos anys després a Antoni Marroig Bonet, propietari que havia promogut el cultiu de vinyes a Formentera, pel mateix preu que n'havia pagat, vuitanta mil quatre-centes una pessetes.
Finalment, després d'una inversió important de capital en la modernització de les salines entre les dècades de 1970 i 1980 l'any 1985 les salines de Formentera aturaren la seua producció per raons econòmiques i l'any 1990 es demolí la part del mur de ses Salines conegut amb el nom des Guafe, que era on s'embarcava la sal a les barcasses que posteriorment carregaven als grans vaixells que venien a buscar sal a l'illa.
L'any 1715 les salines passaren a ser propietat de la nova corona espanyola perdent així, els ciutadans pitiüsos, el dret a extreure sal.

#### Arribada del turisme
L'arribada del turisme portà a l'edificació dels primers hostals de la zona: sa Roqueta (1964) que donà nom a la petita urbanització que allí començava a edificar-se seguida del Calma (1967) i més endavant l'hostal Rosamar i els apartaments Espalmador i Laguna. Algunes parcel·les de terra foren venudes per a l'edificació d'habitatgesde segona residència d'alguns turistes d'origen nòrdic o alemany i es crearen establiments enfocats cap a la restauració a la línia de mar. En total són set els quioscs o restaurants que poden comptar-se a les platges de la vénda de ses Salines: dos a la platja de Llevant i cinc a la d'Illetes i es Cavall d'en Borràs.
Amb la caiguda de les salines i el seu tancament, les instal·lacions que temps ha havien servit per a la producció de sal o per donar sostre als seus jornalers esdevingueren allotjaments turístics la majoria de vegades (sa Revista, per exemple), algun altre va ser abandonat (el menjador dels saliners i la Màquina) i s'ocuparen edificis històrics per rehabilitar-los donant-los nous usos. Uns exemples són s'Església de s'Estany, sa Revista, es molí des Carregador o bé algunes cases que passaren a ser convertides en allotjament turístic o restaurants, en alguns casos. Així, la vintena de cases que al llarg de la vénda havien servit, en el seu dia, per allotjar els treballadors de les salines i les seues famílies, que molts d'ells eren venguts d'Eivissa; i la petita urbanització de sa Roqueta és la manera com es redistribuí el territori fins a finals dels anys 80 per obrir-se de cara al nou mercat turístic.
A partir de finals de dècada dels 80 anaren apareixent una sèrie de normatives d'ordenació territorial per tal de protegir la zona i evitar-ne la seua possible massificació urbanística. La primera normativa que sortí foren les Normes subsidiàries de Formentera (1989) i la Llei de costes. El territori de la vénda acabà formant part en la seua totalitat dins del Parc Natural de ses Salines i es declarà la vénda zona ANEI: Àrea Natural d'Especial Interès. Avui en dia és, amb els boscos dunars, les salines i l'estany una de les àrees naturals més importants de Formentera.